# Playas de Castellón FS
Playas de Castellón Fútbol Sala – hiszpański klub futsalowy z siedzibą w Castellón de la Plana, obecnie występuje w Tercera División (trzecia liga).

## Sukcesy
- Mistrzostwo Hiszpanii (2): 1999/2000, 2000/01
- UEFA Futsal Cup (2): 2001/2002, 2002/2003
- Klubowe Mistrzostwo Europy: 2000–2001
- Superpuchar Hiszpanii: 2004/2005